# Tom Epperson
Pour les articles homonymes, voir Epperson.
Tom Epperson, né en 1951, est un auteur et scénariste américain connu pour ses collaborations avec Billy Bob Thornton.

## Filmographie
- 1992 : Un faux mouvement (One False Move) de Carl Franklin (coécrit avec Billy Bob Thornton)
- 1996 : La Couleur du destin (A Family Thing) (coécrit avec Billy Bob Thornton)
- 1996 : Don't Look Back (TV) de Geoff Murphy (coécrit avec Billy Bob Thornton et William Petrowitch / également producteur)
- 1997 : A Gun, a Car, a Blonde de Stefani Ames (coécrit avec Stefani Ames / également producteur)
- 2000 : Intuitions (The Gift) de Sam Raimi (coécrit avec Billy Bob Thornton)
- 2000 : Camouflage de James Keach (coécrit avec Billy Bob Thornton et Karl Schanzer)
- 2012 : Jayne Mansfield's Car de Billy Bob Thornton (coécrit avec Billy Bob Thornton)

## Romans
- L.A. Noir ((en) The Kind One, 2008), Le Cherche midi, coll. « Ailleurs » (2009)  (ISBN 978-2-7491-1458-3), réédition LGF, coll. « Le Livre de poche » no 32113 (2011)  (ISBN 978-2-253-12884-7)
- (en) Sailor, 2012